# SK Uničov
Sportovní klub Uničov w skrócie SK Uničov – czeski klub piłkarski, grający w MSFL (III poziom rozgrywkowy), mający siedzibę w mieście Uničov.

## Historia
Klub został założony w 1935 roku. W latach 1960–1962, 1971–1972, 1977–1981 i 1986–1993 grał w trzeciej lidze czechosłowackiej. Po rozpadzie Czechosłowacji i od czasu powstania Czech klub gra w Moravskoslezskej fotbalovej lidze.

## Historyczne nazwy
- 1935 – SK Union Uničov (Sportovní klub Union Uničov)
- 1952 – Sokol ZVIL Uničov (Sokol Závody Vladimíra Iljiče Lenina Uničov)
- 1953 – DSO Spartak Uničov (Dobrovolná sportovní organizace Spartak Uničov)
- 1966 – TJ Uničovské strojírny Uničov (Tělovýchovná jednota Uničovské strojírny Uničov)
- 1994 – SK UNEX Uničov (Sportovní klub UNEX Uničov)
- 2006 – SK Uničov (Sportovní klub Uničov)

## Stadion
Domowe mecze klub rozgrywa na stadionie o nazwie Stadion SK Uničov, położonym w mieście Uničov. Stadion może pomieścić 4000 widzów.